# José San Millán
José San Millán Coronel (Granada, 12 de diciembre de 1788-Madrid, 1857) fue un militar, hacendista y político español.  

## Biografía
Era ya en 1805 cadete, en 1808 subteniente y en 1809 teniente combatiendo en la Guerra de la Independencia de España. En 1815 es oficial de Loterías y en 1822 oficial de la Secretaría de Estado y de Despacho de Guerra. Pasa después a Hacienda, siendo cesado tras el fracaso del Trienio liberal. En 1834 es reintegrado en sus funciones y, dos años más tarde, es nombrado jefe de mesa de la Secretaría del Despacho de Hacienda, pasando en 1837 a la Dirección General de Aduanas. Entre el 3 de septiembre de 1839 y el 8 de abril del año siguiente fue ministro de Hacienda. Desde 1840 fue senador por Palencia aunque renunció al año siguiente.